# 單刀 (足球)
單刀是一個足球術語，指攻擊球員突破對手的守衛，單人匹馬帶球面向對手球門，與守門員進行一對一的對抗。由於單刀時通常已擺脫對手其他防守球員，而面對只有守門員的球門，因此攻擊球員很容易射門取得入球；但亦有一些表現出色的守門員，憑一己之力救出對手的單刀攻門。
「單刀從後攔截」是足球賽事的最嚴重犯規之一，如單刀的進攻球員被從後攔截，不論碰撞程度如何，犯規的防守球員都必須被直接以紅牌驅逐離場。在2014年巴西世界盃季軍戰中，從後拉倒正在單刀的，但席爾瓦只被出示黃牌，未有被直接以紅牌趕出場，因而引發強烈爭議。